# Hands in the Air
Hand in the air è un singolo del rapper statunitense Timbaland, realizzato con la partecipazione del cantante statunitense Ne-Yo, estratto dalla colonna sonora del film Step Up Revolution. È stato commercializzato il 6 luglio 2012 in tutto il mondo.

## Classifiche
| Classifica (2012) | Posizione più alta |
| ----------------- | ------------------ |
| Australia         | 56                 |
| Austria           | 38                 |
| Canada            | 88                 |
| Germania          | 37                 |
| Italia            | 59                 |
| Svizzera          | 26                 |
| Stati Uniti       | 102                |